# CRスーパー海物語
『CRスーパー海物語』（シーアールスーパーうみものがたり）は、2006年5月15日に三洋物産から発売されたデジパチタイプのパチンコ。通称は「ハワイ」。
2016年8月、当機種の復刻版『CRスーパー海物語 M55X3』が発売（2017年1月には遊パチタイプも登場）。

## シリーズ
『CRスーパー海物語』の後継機として以下の機種が発売され、シリーズ化されている。
CRスーパー海物語 IN 沖縄
2007年2月25日発売。『CRスーパー海物語』の兄弟機である。ハワイモードが沖縄モードに変更されたほか、沖スロを連想させる一発告知系プレミア演出であるハイビスカスフラッシュが新たに追加された。一発告知系プレミア演出は今作が初めてだった。また2R確変が初めて搭載された。
続編（2022年現在は沖縄5まで）も発売され、ST機である桜バージョン（沖縄2以降）や遊パチ機（沖縄4以降はwith アイマリン）も発売されている。
CRスーパー海物語 IN 地中海
2009年6月8日発売。『CRスーパー海物語 IN 沖縄』の後継機種。
海物語シリーズ初の試みである保留玉8個（ヘソと呼ばれる上始動口で4個+電動チューリップ内にある下始動口で4個）、枠上プレミアム、全回転プレミアムを搭載している。
CRスーパー海物語 IN JAPAN
2015年12月7日発売。
なお、2007年10月に発売された『CRハイパー海物語 IN カリブ』も、3つのモードを搭載しているなど『CRスーパー海物語』を踏襲しているが、台枠が本機種専用のゴールドウェーブになっており、盤面も左右非対称になっているなど『CRスーパー海物語』とは異なる部分もある。メーカーの三洋物産では本機種を海物語シリーズとして5代目としており、スーパー海物語とは別シリーズとして扱っている。

## 機種一覧
| 名称                          | 発売           |
| ----------------------------- | -------------- |
| CRスーパー海物語 M55W         | 2006年5月15日  |
| CRスーパー海物語 M55X         | 2006年5月15日  |
| CRスーパー海物語 MFA          | 2006年10月30日 |
| CRスーパー海物語 MFG          | 2006年10月30日 |
| CRスーパー海物語 遊パチ SAE   | 2006年10月30日 |
| CRスーパー海物語 M55X3        | 2016年8月15日  |
| CRAスーパー海物語 遊パチ SAE5 | 2017年1月10日  |

## 概要
大ヒットした『CR大海物語』の後継機として開発され、台枠は海物語シリーズ専用に開発されたSUPER BLUE2006が採用されている。本作にも、前作同様に演出の異なる3つのモードが搭載されている。本作には海モード、マリンモード、ハワイモードがあり、ボタンを押すことでモードを切り替えることができる。新キャラクターのワリンが登場した。
同年10月に遊パチタイプの『CRスーパー海物語 遊パチ』が発売された。海物語シリーズ初の遊パチタイプとなっている。
2016年8月にミドルタイプ、2017年1月に遊パチタイプの復刻版がそれぞれ発売された。

## 図柄
奇数図柄がSUPER LUCKY、偶数図柄がLUCKYと表示される。ミドルタイプでは、奇数図柄が確変大当たり、偶数図柄が通常大当たり（確変昇格の場合あり）となっている。遊パチタイプでは奇数図柄の方が奇数図柄の方が時短回数が多い。
- 1. タコ
- 2. ハリセンボン
- 3. カメ
- 4. サメ
- 5. エビ
- 6. アンコウ
- 7. シュゴン
- 8. エンゼルフィッシュ
- 9. カニ
- 裏4. サメ

### 大当たり表示とラウンド数
| 型式  | SUPER LUCKY              | LUCKY                |
| ----- | ------------------------ | -------------------- |
| M55W  | 15R確変                  | 15R通常              |
| M55X  | 15R確変                  | 15R通常              |
| MFA   | 15R確変                  | 15R通常              |
| MFG   | 15R確変                  | 15R通常              |
| SAE   | 6R（ST5回+時短45回）     | 6R（ST5回+時短20回） |
| M55X3 | 15R確変                  | 15R通常              |
| SAE5  | 15R 6R（ST5回+時短45回） | 6R（ST5回+時短20回） |

## モード解説
海モード
『CR新海物語』や前作のラグーンステージとほぼ同様の演出。
マリンモード
画面上にマリンが常に滞在するモード。マリンの仕草や表情等による予告が楽しめる。
ハワイモード
ハワイを舞台にしたモード。ステップアップ予告とボタンを使用する演出が搭載されたモードになっており、前作のアトランティスステージにデジタル変動中のステップアップ予告をつけ加えたようなモードである。

## 予告演出
予告なし
リーチ成立直後に演出が起こらないこと。ノーマルリーチ発展濃厚となる。
泡予告
リーチ成立直後に画面下部から泡が発生する演出。スーパーリーチに発展する可能性がある。
大泡予告
復刻版に搭載。
リーチ成立直後に画面下部から通常よりも大きな泡が発生する演出。ノーマルリーチ発展濃厚となり、大当たりまたは半コマズレのハズレとなる（半コマズレ停止でも再始動する場合がある）。スーパーリーチに発展した場合は、法則崩れにより大当たり濃厚となる。
魚群予告
リーチ成立直後に画面右側から魚群が通過する演出。期待度が高い演出であり、スーパーリーチ発展濃厚となる。ノーマルリーチに発展した場合は、法則崩れにより大当たり濃厚となる。ミドルタイプの確変中に発生して大当たりした場合は確変大当たり濃厚となる。
ミニキャラステップアップ予告
ハワイモード専用演出。
ミニキャラが出現するステップアップ演出。
ステップ1ではミニキャラが1人出現する。
ステップ2ではミニキャラが3人出現して4人になる。
ステップ3はリーチ成立時に発生する場合があり、センターに出現して5人になる。センターにフラダンサーが出現するとスーパーリーチに発展する。マラカスを持ったダンサーが登場するとフルーツリーチに発展する。めくれそうなスカートを押さえたダンサーが登場するとスコールリーチに発展する。マリンが登場するとマリンちゃんリーチに発展する。ワリンだとジェットスキーリーチに発展する。サムだとサム系プレミアムに発展する。
マンボウ予告
ハワイモード専用演出。
リーチ成立直後に画面にマンボウが出現する演出。

## 保留先読み予告
チャンス目前兆予告
復刻版に搭載。
チャンス目（同一図柄が非テンパイ形で液晶画面内に3つ停止）が停止する演出。連続するほど期待度が高くなる。3回連続で発生するとリーチ成立濃厚となる。4回以上連続で発生した場合は大当たり濃厚となる。
背景予告
マリンモード専用演出。
変動中の背景にキャラクターが通過する演出。キャラクター単体で通過した場合は期待度が低いが、群れで通過した場合はリーチ成立濃厚となる。潜水艦が通過した場合は奇数図柄での大当たり濃厚となる。
仕草予告
マリンモード専用演出。
変動中にマリンがさまざまな仕草をする演出。仕草によって期待度が変化する。
アングル予告
マリンモード専用演出。
変動中に画面のアングルが上左右のいずれかに移動する演出。移動先にいるキャラクターがリーチ成立後に発生する演出を示している。
ズームアップ予告
マリンモード専用演出
変動中に画面のアングルがマリンにズームアップする演出。ズームアップした際のマリンのアクションによって期待度が変化する。

## チャンスボタン演出
ブレーキアクション
復刻版に搭載。
リーチ後から図柄停止までの間にボタンを押すと、変動中の中段図柄が反応しブレーキアクションをする演出。中段図柄の目が大きくなると期待度がやや高くなる。炎目になると期待度がさらに高くなり、ハート目になると奇数図柄での大当たり濃厚となる。

## リーチ演出
ノーマルリーチ
特に何も起こらないリーチ演出。期待度は低い。シングルリーチ及びダブルリーチのどちらからも発展する。通常時に半コマズレ停止をすると再始動が発生する可能性が高くなっている。ST中は期待度が高くなっており、大当たりまたは半コマズレのハズレとなる（半コマズレ停止でも再始動する場合がある）。
珊瑚礁リーチ
海モード及びマリンモード専用演出。
シングルリーチから発展し、画面下部から珊瑚礁が出現する演出。
フルーツリーチ
ハワイモード専用演出。
シングルリーチから発展し、画面下部からフルーツの山が出現する演出。
黒潮リーチ
海モード及びマリンモード専用演出。
シングルリーチから発展し、画面に黒潮が流れる演出。
スコールリーチ
ハワイモード専用演出。
シングルリーチから発展し、スコールが降る演出。
マリンちゃんリーチ
ダブルリーチから発展し、画面上部からマリンが登場する演出。
カジキリーチ
マリンモード専用演出。
スーパーリーチ発展時にカジキが出現する演出。
ワリンチャンス
マリンモード専用演出。本作から搭載された新規演出。
チャンス目（同一図柄が非テンパイ形で液晶画面内に3つ停止）が停止すると発生する場合がある。ワリンが登場し、上下どちらかの図柄を移動させてリーチにする。ダブルリーチになった場合は原則魚群予告が発生する。演出中にワリンがピースサインをすると奇数図柄での大当たり濃厚となる。
ジェットスキーリーチ
ハワイモード専用演出。本作から搭載された新規演出。
ワリンがジェットスキーに乗って出現する演出。海面からイルカが出現すると期待度が高くなる。
押しボタン演出
ハワイモード専用演出。
スーパーリーチに発展した際に画面にボタンアイコンが出現し、ボタンプッシュを促される演出。押すと泡または魚群が出現する。

## プレミアム演出
魚群系プレミアム
魚群予告に関するプレミアム演出。
赤魚群
赤魚群（実際には赤色と紫色が混ざったような魚群）が出現する演出。後述のサム系プレミアムに発展する。
超魚群
ハワイモード専用演出。
魚群が途切れずに図柄が揃うまで出現し続ける演出。
巨大魚群
巨大な魚の群れが出現する演出。
サム系プレミアム
各スーパーリーチ中にサムが出現すれば奇数図柄での大当たりが濃厚となる。通常時の回転数が600回を超えると出現率が高くなる。
マッスル珊瑚礁リーチ
海モード及びマリンモード専用演出。
シングルリーチから発展する。珊瑚礁リーチが発生した際に、サムが画面下部から珊瑚礁を持ち上げて登場する。
ダイビングリーチ
海モード及びマリンモード専用演出。
シングルリーチから発展する。黒潮リーチが発生した際に、画面右側からサムが泳いで登場する。
ポージングリーチ
ダブルリーチから発展し、マリンの代わりにサムが画面上部から登場する。
カジキサムリーチ
マリンモード専用演出。
カジキリーチが発生した際に、サムがカジキに乗って出現する演出。
マッスルフルーツリーチ
ハワイモード専用演出。
シングルリーチから発展する。フルーツリーチが発生した際に、サムが画面下側からフルーツの山を持ち上げて登場する。
スコールサムリーチ
ハワイモード専用演出。
シングルリーチから発展する。スコールリーチが発生した際に、サムが画面右側からサーフィンに乗って登場する。
ジェットスキーサムリーチ
ハワイモード専用演出。
ワリンの代わりにサムがジェットスキーに乗って出現する演出。
枠外プレミアム
図柄が枠外で揃った場合、効果音の後に図柄が枠内に移動し大当たりとなる演出。必ず発生する訳ではない。
ボイスプレミアム
変動開始時などにマリン、ワリン、サムのいずれかのボイスが流れる演出。
サウンドプレミアム
マリンモード及びハワイモード専用演出。
変動音が『海物語』のものに変化する演出。
クジラプレミアム
ハワイモード専用演出。
リーチ成立時、巨大なクジラが出現する演出。
最長突破当たり
復刻版に搭載。ロングリーチから発展する。
ノーマルリーチ経由の場合は、マリンが登場した後に大当たりとなる。
スーパーリーチ経由の場合は、リーチ図柄が通過した後に大当たりとなる。

## 大当たりラウンド演出

### 大当たりラウンド中
マリンチャンス
ハワイモード専用演出。
通常大当たりのラウンド中に発生する昇格演出。7ラウンドに必ず発生する。ボタンを押して左右どちらかのルートを選択する。選択したルートの先に宝箱がある。宝箱を開けて財宝と確変の文字が入っていれば確変大当たり昇格となる。宝箱に時短の文字が入っていた場合は通常大当たり確定となり、後に昇格する可能性も無い。宝箱が無かった場合は昇格しないが、エンディング画面で昇格する可能性は残される。ルート選択画面でボタンを押さずに放置した場合はマリンが拗ねて帰ってしまうが、内部的に確変に当選している場合はエンディング昇格が必ず発生して昇格となる。

### 大当たりラウンド終了後
エンディングチャンス
偶数図柄揃いの大当たりでラウンド中にSUPER LUCKYの告知がなく全ラウンドを消化しても、確変大当たりであることを告知される演出。エンディング画面で「もう1回」の文字とともにサムが登場し、確変大当たりであることを告知されることがある。

## その他演出
再始動
リーチが外れた際に、中段図柄が再び動き出して大当たりになる演出。ダブルリーチで発生した場合は奇数図柄での大当たりとなる。
昇格スクロール
偶数図柄が揃った直後に図柄が高速に動き出して奇数図柄に昇格する演出。
マリンちゃん2段階
マリンちゃんリーチで偶数図柄が揃った直後、マリンが掛け声とともに中段図柄をビンタして再始動が起き、もう片方のリーチ図柄である奇数図柄揃いの大当たりになる演出。
ワリンちゃん2段階
マリンモード及びハワイモード専用演出。
ワリンチャンス（マリンモード）またはジェットスキーリーチ（ハワイモード）のダブルリーチで偶数図柄が揃った直後、ワリンが掛け声で中段図柄の再始動が起き、もう片方のリーチ図柄である奇数図柄揃いの大当たりになる演出。
カジキ2段階
マリンモード専用演出。
カジキリーチのダブルリーチで偶数図柄が揃った直後、カジキが赤色に変色すると中段図柄の再始動が起き、もう片方のリーチ図柄である奇数図柄揃いの大当たりになる演出。
法則崩れ
さまざまな予告で発生する。予告なしからスーパーリーチに発展する、魚群予告からノーマルリーチに発展するなどがあり、発生すると大当たり濃厚となる。
バウンドストップ
ミドルタイプの復刻版に搭載。時短中専用演出。
チャンス目（同一図柄が非テンパイ形で液晶画面内に3つ停止）が停止した際にチャンス目前兆予告が発生せずに、図柄がバウンドして停止する演出。この演出が発生すると、時短から確変（ハワイチャンス）に移行する。
ロングリーチ
復刻版に搭載。
ノーマルリーチやスーパーリーチが止まらず長く変動し続ける演出。最長突破当たりに発展する。

## 大当たり・確変・時短

### ミドルタイプ
確変ループ機となっており、大当たりラウンド終了後は基本的に奇数図柄大当たりだと確変に突入し、偶数図柄大当たりだと100回の時短に突入する。ただし、偶数図柄で当たってもラウンド中にSUPER LUCKYに昇格する場合がある。
復刻版では時短中に内部確変になっていることがあり、その場合は時短終了前までに図柄のバウンドストップが発生し確変（ハワイチャンス）に突入する。
他機種に搭載されている3・4・1図柄が停止することで確変大当たりに突入する演出はオリジナル版・復刻版ともに搭載されていない。

### 遊パチタイプ
ST機となっており、大当たりラウンド終了後は必ず5回のSTと時短に突入する。時短の回数は図柄によって異なる。オリジナル版は6ラウンド大当たりのみだが、復刻版は15ラウンド大当たりが搭載されている。また、オリジナル版では電サポ全てが緑画面となり時短のBGMが流れる。復刻版ではST5回は黄色背景となり確変のBGMが流れ、時短に突入すると緑画面と時短のBGMが流れる。

## プレミアムラウンド
- 1回目：いつものラウンド
- 5連荘達成：マリンラウンド
- 10連荘達成：ワリンラウンド
- 15連荘達成：マリン&ワリンラウンド
- 5、10、15回目にサム系プレミアムでの大当たり：マリン&サムラウンド

## スペック

### オリジナル版
| 型式                         | 型式                         | M55W                       | M55X                       | MFA                        | MFG                        | SAE                                                 |
| ---------------------------- | ---------------------------- | -------------------------- | -------------------------- | -------------------------- | -------------------------- | --------------------------------------------------- |
| 特賞種別                     | 特賞種別                     | デジパチ                   | デジパチ                   | デジパチ                   | デジパチ                   | デジパチ                                            |
| 大当たり確率                 | 通常時                       | 1/369.500                  | 1/309.500                  | 1/345.500                  | 1/309.500                  | 1/89.750                                            |
| 大当たり確率                 | 高確率時                     | 1/36.950                   | 1/32.579                   | 1/43.188                   | 1/32.579                   | 1/8.975                                             |
| タイプ                       | タイプ                       | ミドル                     | ミドル                     | ミドル                     | ミドル                     | 遊パチ                                              |
| 賞球数                       | 賞球数                       | 3 & 5 & 10 & 14            | 3 & 5 & 10 & 14            | 3 & 5 & 10 & 15            | 3 & 5 & 10 & 14            | 3 & 5 & 10 & 12                                     |
| ラウンド・カウント数         | ラウンド・カウント数         | 15R・9C                    | 15R・9C                    | 15R・8C                    | 15R・9C                    | 6R・8C                                              |
| 大当たりシステム             | 大当たりシステム             | 確変ループ                 | 確変ループ                 | 確変ループ                 | 確変ループ                 | ST                                                  |
| 確変突入率                   | 確変突入率                   | 60/100（60%）              | 50/100（50%）              | 56/100（56%）              | 50/100（50%）              | 100/100（100%、ST5回）                              |
| 大当たりの内訳（始動口共通） | 大当たりの内訳（始動口共通） | 15R確変：60% 15R通常：40%  | 15R確変：50% 15R通常：50%  | 15R確変：56% 15R通常：44%  | 15R確変：50% 15R通常：50%  | 6R（ST5回+時短45回）：50% 6R（ST5回+時短20回）：50% |
| 大当たり出玉                 | 大当たり出玉                 | 1890個                     | 1890個                     | 1800個                     | 1890個                     | 576個                                               |
| リミット                     | リミット                     | なし                       | なし                       | なし                       | なし                       | なし                                                |
| 電サポ                       | 確変                         | 確変大当たり終了後次回まで | 確変大当たり終了後次回まで | 確変大当たり終了後次回まで | 確変大当たり終了後次回まで | 大当たり終了後ST5回                                 |
| 電サポ                       | 時短                         | 通常大当たり終了後100回    | 通常大当たり終了後100回    | 通常大当たり終了後100回    | 通常大当たり終了後100回    | ST終了後45回・20回                                  |
| 保留の数                     | 保留の数                     | 4個                        | 4個                        | 4個                        | 4個                        | 4個                                                 |
| 保留の優先消化               | 保留の優先消化               | なし（入賞順に消化）       | なし（入賞順に消化）       | なし（入賞順に消化）       | なし（入賞順に消化）       | なし（入賞順に消化）                                |

### 復刻版
| 型式                         | 型式                         | M55X3                      | SAE5                                                                          |
| ---------------------------- | ---------------------------- | -------------------------- | ----------------------------------------------------------------------------- |
| 特賞種別                     | 特賞種別                     | デジパチ                   | デジパチ                                                                      |
| 大当たり確率                 | 通常時                       | 1/319.6                    | 1/89.8                                                                        |
| 大当たり確率                 | 高確率時                     | 1/31.9                     | 1/8.9                                                                         |
| タイプ                       | タイプ                       | ミドル                     | 遊パチ                                                                        |
| 賞球数                       | 賞球数                       | 3 & 3 & 3 & 12             | 4 & 3 & 12 & 3                                                                |
| ラウンド・カウント数         | ラウンド・カウント数         | 15R・9C                    | 15R or 6R・7C                                                                 |
| 大当たりシステム             | 大当たりシステム             | 確変ループ                 | ST                                                                            |
| 確変突入率                   | 確変突入率                   | 54/100（54%）              | 100/100（100%、ST5回）                                                        |
| 大当たりの内訳（始動口共通） | 大当たりの内訳（始動口共通） | 15R確変：54% 15R通常：46%  | 15R（ST5回+時短95回）：2% 6R（ST5回+時短45回）：49% 6R（ST5回+時短20回）：49% |
| 大当たり出玉                 | 大当たり出玉                 | 1620個                     | 15R：1260個 6R：504個                                                         |
| リミット                     | リミット                     | なし                       | なし                                                                          |
| 電サポ                       | 確変                         | 確変大当たり終了後次回まで | 大当たり終了後ST5回                                                           |
| 電サポ                       | 時短                         | 通常大当たり終了後100回    | ST終了後95回・45回・20回                                                      |
| 保留の数                     | 保留の数                     | 上始動口4個+下始動口4個    | 上始動口4個+下始動口4個                                                       |
| 保留の優先消化               | 保留の優先消化               | なし（入賞順に消化）       | なし（入賞順に消化）                                                          |

## コンシューマ移植
- パチパラシリーズ（いずれもPlayStation 2用）
  - 『パチパラ13 〜スーパー海とパチプロ風雲録〜』（2006年10月26日発売）に『CRスーパー海物語 M55W』と『CRスーパー海物語 M55X』が収録